# Stadt der Engel (Film)
Stadt der Engel (Originaltitel: City of Angels) ist ein Filmdrama aus dem Jahr 1998 von Regisseur Brad Silberling mit Nicolas Cage und Meg Ryan in den Hauptrollen. Es ist eine weitere Verfilmung des Themas, das Wim Wenders 1987 für seinen Film Der Himmel über Berlin ersann.

## Handlung
Mitten unter den Menschen bewegen sich Engel. Diese sind unsichtbar, können sich aber, wenn sie es wollen, auch sichtbar machen. Seth ist einer von ihnen in Los Angeles. Die komplett in schwarz gekleideten, meist männlichen Engel sehen wie erwachsene Menschen aus und halten sich bevorzugt in Bibliotheken auf. Abgesehen von wenigen Situationen, in denen sie Menschen durch Berührung zu bestimmten Gedanken anstoßen können, sind sie nur Beobachter und begleiten vor allem sterbende Menschen in „die andere Welt“. Sie können die Gedanken der Menschen lesen, sprechen jede Sprache und hören bei Sonnenauf- und Untergang dem himmlischen Chor zu, können jedoch keinerlei körperliche Empfindungen wahrnehmen, nichts riechen oder schmecken.
Der Herzchirurgin Maggie Rice stirbt ein Patient auf dem Operationstisch. Engel Seth, der den Toten abholt, ist von ihrer Verzweiflung berührt. Er beobachtet ihre Trauer und Wut sowie ihr Gefühl, scheinbar hilflos gegen eine unbekannte Macht zu kämpfen. Er beschließt, sich sichtbar zu machen, und die beiden verlieben sich ineinander. Doch sie sehen für ihre Liebe keine Aussicht. Bis Seth auf Nathaniel Messinger stößt, einen anderen Patienten von Maggie. Der erklärt ihm, dass er ein ehemaliger Engel ist, der sich durch den Engeln gewährten freien Willen dazu entscheiden konnte, ein Mensch zu werden. Maggie bekommt einen Heiratsantrag von ihrem Kollegen und langjährigen Freund Jordan. Gegenüber Seth erklärt Maggie, dass sie jemanden möchte, der auch fühlen kann, und will ihn nicht wiedersehen.
Seth entscheidet sich, ein Mensch zu werden, und lässt sich von einem Hochhaus fallen. Von da an fühlt er wie die Menschen, ist sichtbar, riecht und schmeckt. Er macht sich auf die Suche nach Maggie, die er jedoch nicht im Krankenhaus findet, da sie für einige Tage zu einer Ferienhütte am Lake Tahoe gefahren ist. Per Anhalter fährt er ihr nach. Sie hat Jordan nicht geheiratet, da sie Seth liebt. Maggie und Seth verbringen die Nacht miteinander. Als Maggie am nächsten Morgen glückselig mit dem Fahrrad vom Einkaufen zur Hütte zurückfährt, prallt sie gegen einen Lkw. Seth spürt, dass etwas passiert sein muss, und eilt zu ihr. Maggie stirbt in seinen Armen. Seth muss nun lernen, als Mensch und ohne sie weiterzuleben. Trotzdem aber ist er glücklich, dass er auch nur kurz die Möglichkeit hatte, die Frau zu „fühlen“. Das ist ihm angenehmer als ein ewiges Leben ohne diese Möglichkeit.

## Hintergrund
- Bei dem Buch aus der Bibliothek, das Seth später Maggie gibt, handelt es sich um A Moveable Feast (deutscher Buchtitel: Paris – Ein Fest fürs Leben) von Ernest Hemingway.
- Die Handlung spielt in Los Angeles, was sich vom spanischen Los Ángeles herleitet und wörtlich Die Engel bedeutet. Seth gibt gegenüber Maggie an, ein Bote zu sein (im Original Messenger), was auf Griechisch Angelos heißt, wovon sich wiederum das Wort Engel herleitet. Der Name von Messinger wird im Film ausgesprochen wie das englische Wort Messenger, also Bote.
- Michael Mann hat im Film einen kurzen Gastauftritt: Er sitzt neben Seth an der Bar.
- Der Film endet mit der Widmung „for Dawn“. Damit ist Dawn Steel gemeint, die Produzentin und Ehefrau des zweiten Produzenten Charles Roven, die vor der Veröffentlichung des Films im Dezember 1997 an einem Hirntumor starb.
- Die Dreharbeiten begannen am 19. April 1997 und endeten am 28. Juli 1997. Gedreht wurde in Los Angeles, San Francisco und South Lake Tahoe.
- Die Produktionskosten wurden auf rund 55 Millionen US-Dollar geschätzt. Der Film spielte in den Kinos weltweit rund 198 Millionen US-Dollar ein, davon rund 78 Millionen US-Dollar in den USA.
- Kinostart in den USA war am 10. April 1998, in Deutschland am 23. Juli 1998.

## Kritiken
„Die erste halbe Stunde vermag noch zu überzeugen: In zahlreichen Vignetten wird nicht nur das tägliche Erden-Geschäft der Engel atmosphärisch dicht eingefangen, sondern auch viel von der Aura Los Angeles’. Und mit Dr. Maggie Rices Job werden wir auf schockierend unsentimentale Weise bekannt gemacht – Herzmassage am offenen Organ gehört nicht gerade zum Standardrepertoire von Film-Romanzen. […] Leider erweist sich da der sonst überaus schätzenswerte Nicolas Cage nicht als sonderlich hilfreich: Ihm fällt diesmal wenig mehr ein, als seine erprobte Dackelblick- und Flüsterstimmen-Masche ad nauseam totzureiten. […] Mir ging es da bereits wie den Engeln von ‚City of Angels‘: Ich konnte interessiert beobachten, aber nicht mitfühlen. Nur daß es mir schien, daß nicht mir das Herz fehlt, sondern dem Film.“

„Dass der von Brad Silberling gedrehte ‚Stadt der Engel‘ nie die phantastischen Qualitäten von Wim Wenders’ Original erreicht, ist klar – dennoch ist die Hollywood-Version durchaus für einige Tränen der Rührung gut […] und zwar gleich ab der ersten Szene, in der Nicolas Cage als Engel den Tod eines unschuldigen Mädchens beobachtet. Überhaupt ist der Oscar-Preisträger einer der Schwachpunkte des Films. […] Die Hollywood-Variante verlagert den Schwerpunkt auf die Dramatik des Lebens im Allgemeinen – und die der Liebesgeschichte im Speziellen. Zwar wird in vielen Momenten noch über die Bedeutung des Menschseins gesprochen, die Tiefe und Lyrik des Originals fehlen aber. […] Zwar ist in Los Angeles alles etwas größer, atemberaubender und dramatischer – aber die kleinen, magischen Momente, die Wenders’ Original ausmachen, entdeckt man wohl nur in Berlin. Zumindest ist ‚Stadt der Engel‘ im Vergleich zu anderen Schmonzetten aus der Traumfabrik trotz Schwachpunkten sehenswert. Insbesondere eine überzeugende Meg Ryan und der herzensgute Dennis Franz als ‚Engelsmentor‘ tragen das auf Hochglanz polierte Romantikdrama bis zum tränenreichen Ende.“

„Ein von einem überzeugenden Hauptdarsteller getragener Film, der zwar nicht gegen die Klischees der amerikanischen Liebesromanze gefeit ist, jedoch genügend Ernsthaftigkeit besitzt, um die spirituellen Dimensionen seines Themas auszuloten. Eine Auseinandersetzung mit Liebe, Leben und Tod, der es in ihren dichtesten Momenten durchaus gelingt, Trost zu spenden.“

## Auszeichnungen
- Grammy Awards 1999: Alanis Morissette wurde für ihren Titel „Uninvited“ nominiert in der Kategorie Bester Song eigens für Film oder Fernsehen geschrieben. Gabriel Yared wurde nominiert in der Kategorie Beste Instrumental-Komposition geschrieben für Film oder Fernsehen.
- Golden Globe Awards 1999: Alanis Morissette wurde für ihren Titel „Uninvited“ nominiert in der Kategorie Bester Original-Song in einem Spielfilm.
- Der Film wurde mit einem Bogey Award 1998 ausgezeichnet für das Erreichen von durchschnittlich 1000 Zuschauern pro Filmkopie am ersten Startwochenende.

## Filmmusik
Im Film verwendete Titel:
1. Red House – Jimi Hendrix
2. Further On Up The Road – Eric Clapton
3. Mama, You Got A Daughter – John Lee Hooker
4. Feelin’ Love – Paula Cole
5. If God Will Send His Angels – U2
6. Hey! Ba-Ba-Re-Bop – Louis Prima
7. That Old Black Magic – Frank Sinatra
8. Angel – Sarah McLachlan
9. Angelus – Wojciech Kilar
10. Iris – Goo Goo Dolls
11. I Grieve – Peter Gabriel[4]
12. Uninvited – Alanis Morissette

Uninvited von Alanis Morissette gewann zwei Grammy Awards.